# Bilhete de identidade
O Bilhete de Identidade (muitas vezes abreviado para B.I.) era o documento nacional de identificação civil em Portugal, que foi substituído por um novo documento de identificação, Cartão de cidadão.

## Características

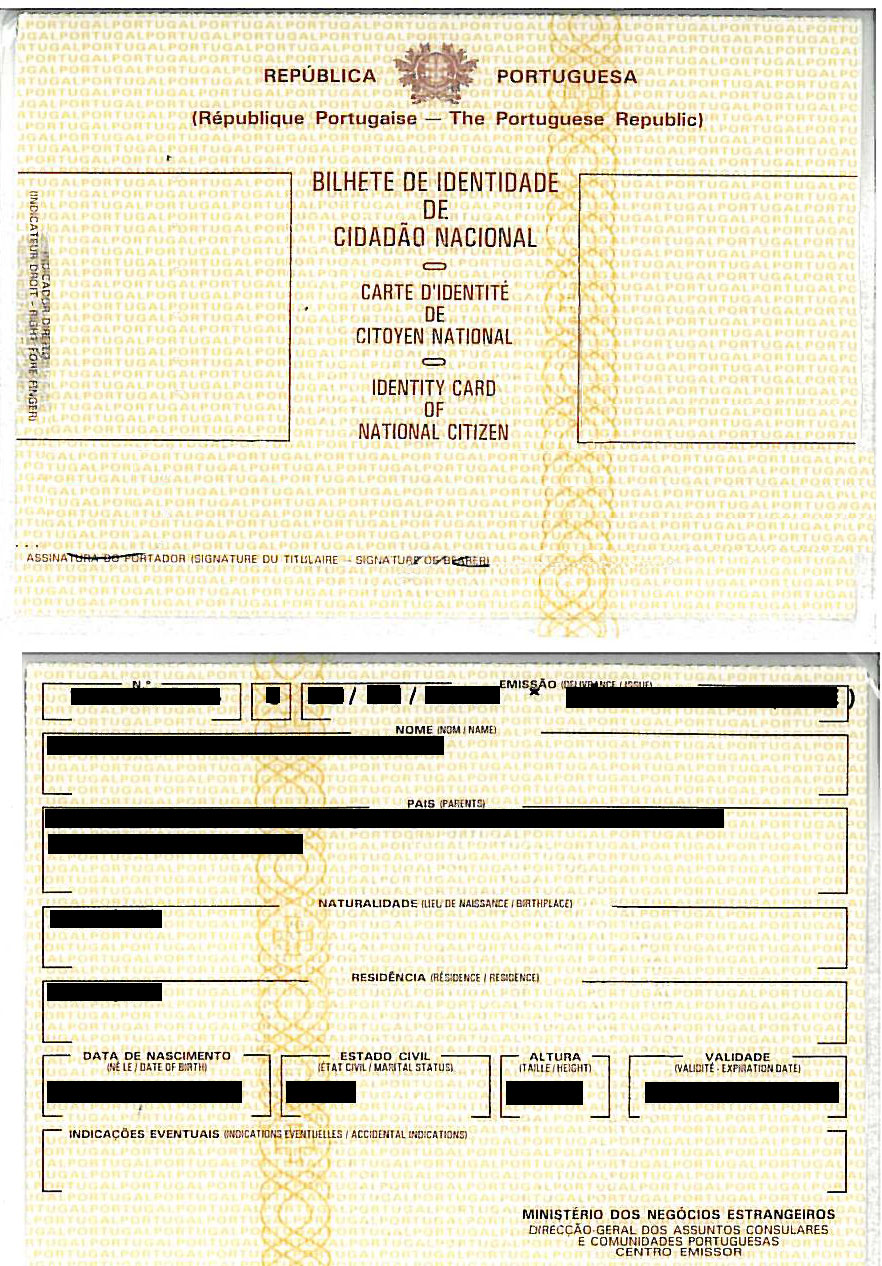
Modelo do antigo bilhete de identidade português

O B.I. tem as dimensões de 10,5 cm x 7,5 cm.
- A parte da frente contém os seguintes elementos::
  - O Brasão de Armas da República Portuguesa
  - Impressão digital do dedo indicador direito
  - Fotografia
  - Assinatura
- O reverso do cartão contém:
  - Número de identificação
  - Data e local de emissão
  - Nome completo
  - Filiação
  - Local de nascimento (freguesia e município)
  - Local de residência (freguesia e município)
  - Data de nascimento
  - Estado civil
  - Altura
  - Data de validade

Em Portugal, desde 1 de Janeiro de 2001 era obrigatório que todos os nacionais maiores de dez anos de idade fossem portadores de um Bilhete de Identidade válido. A finalidade deste documento era a da identificação do indivíduo em Portugal e nos países da União Europeia.
O pedido do B.I. podia efectuado nos Serviços de Identificação Civil em Lisboa e nas delegações destes serviços existentes em Coimbra ou no Porto. O mesmo pedido podia também ser efectuado em qualquer Loja do Cidadão instalada em Aveiro, Braga, Lisboa, Porto, Setúbal e Viseu ou, ainda, em qualquer localidade, desde que tal seja feito através da respectiva e competente Conservatória do Registo Civil.

## Substituição pelo Cartão de Cidadão
Em 2007, a Lei n.º 7/2007, de 5 de fevereiro, estabeleceu o cartão de cidadão que incorpora não apenas o Bilhete de Identidade, como também outros documentos de identificação (cartões da Segurança Social, do Serviço Nacional de Saúde e de Contribuinte).
O cartão de cidadão começou a ser emitido no ano de 2008.

## A história do Bilhete de Identidade

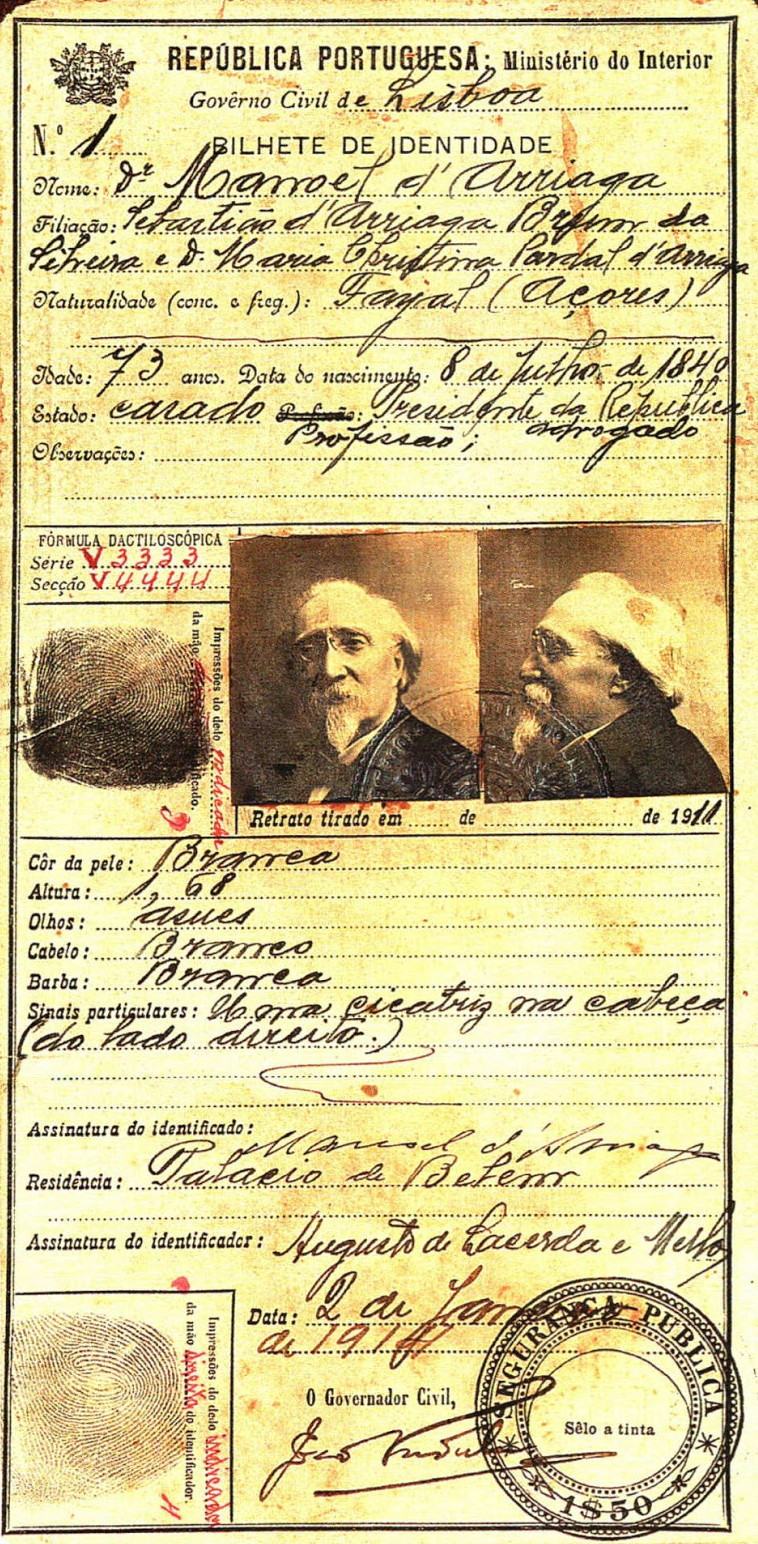
O primeiro bilhete de identidade emitido em Portugal em 1914, do Presidente Manuel de Arriaga.

Depois de uma primeira tentativa fracassada de lançar a carteira de identidade para todos os funcionários públicos dos ministérios e das direcções-gerais pelo ministro do Fomento, Aurélio da Costa Ferreira em 1912 em 1918, foi criado o Arquivo de Identificação de Lisboa, em substituição do Arquivo Central de Identificação e Estatística Criminal e começou a fazer-se a identificação civil.
Em 1919 é instituída a figura do bilhete de identidade. O decreto-lei n.º 5266, de 16 de Março que estipulava a obrigatoriedade de um bilhete de identidade para "todas as pessoas (…) que fossem nomeadas para algum cargo público civil em Lisboa".
Para as restantes, de ambos os sexos, era facultativo. O documento tinha quatro páginas, nas quais eram inscritos o nome, filiação, naturalidade, data de nascimento e profissão do requerente, bem como quaisquer sinais físicos particulares, uma fotografia, a impressão digital e a assinatura (se soubesse escrever).
O decreto n.º 12202, de 21 de Agosto de 1926, reorganizou os serviços do Arquivo de Identificação, regulou a emissão do bilhete de identidade, alargando o leque de situações em que este era exigido, passando a ser obrigatório para o exercício de qualquer emprego público, com excepção do de juiz, funcionário dos distritos de paz, regedor de freguesia e funcionário que exercesse gratuitamente funções junto das tutorias, para a concessão de passaportes (excepto os diplomáticos), de licenças de caça e de uso e porte de armas, para os mancebos em idade militar e para os nubentes.
Em 1927 o bilhete de identidade passou a ser obrigatório para o exercício de qualquer profissão e para a matrícula em qualquer liceu ou universidade. Neste ano os serviços de identificação civil foram distribuídos por três arquivos, com sede em Lisboa, Porto e Coimbra.
Em 1957 o bilhete de identidade é a duas páginas e impressos exclusivamente em língua portuguesa. Em 1970 passa a ter apenas uma página e são plastificados. A partir de 1986 passa ser obrigatório usar fotografias a cores nos bilhetes de identidade. Em 1992 foi introduzido o plástico à volta do cartão e uma faixa de segurança por cima da fotografia, que se encontra do lado direito.
A partir de 2008 o BI começa a ser gradualmente substituído pelo cartão de cidadão.

## Outros países lusófonos

### Angola
O documento de identificação dos cidadãos nacionais de Angola é o Bilhete de identidade nacional (também informalmente abreviado para BI). Contém o nome da pessoa, data de nascimento, data e local da emissão, validade, filiação, foto, estado Civil impressão digital do indicador direito do cidadão, sua assinatura e endereço.

### Moçambique
O principal documento de identificação dos cidadãos nacionais de Moçambique é o Bilhete de identidade (também informalmente abreviado para BI). Contém o nome da pessoa, data de nascimento, data e local da emissão, validade, filiação, foto, impressão digital do indicador direito do cidadão, sua assinatura e endereço.